# Sint-Rochuskerk (Ulbeek)

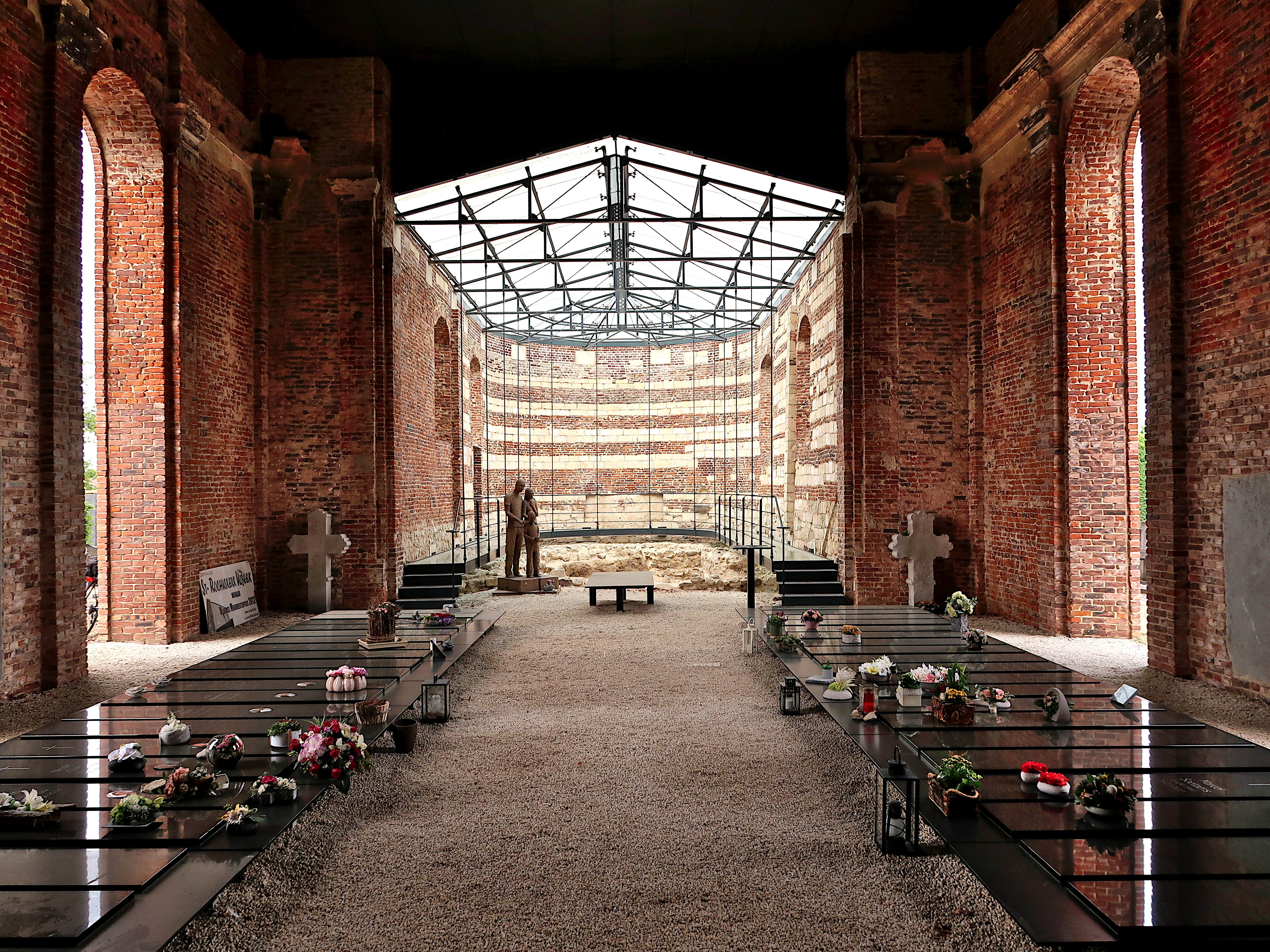
Vooraf geconstrueerde grafzerken in het schip van de voormalige kerk, nu overdekte begraafplaats

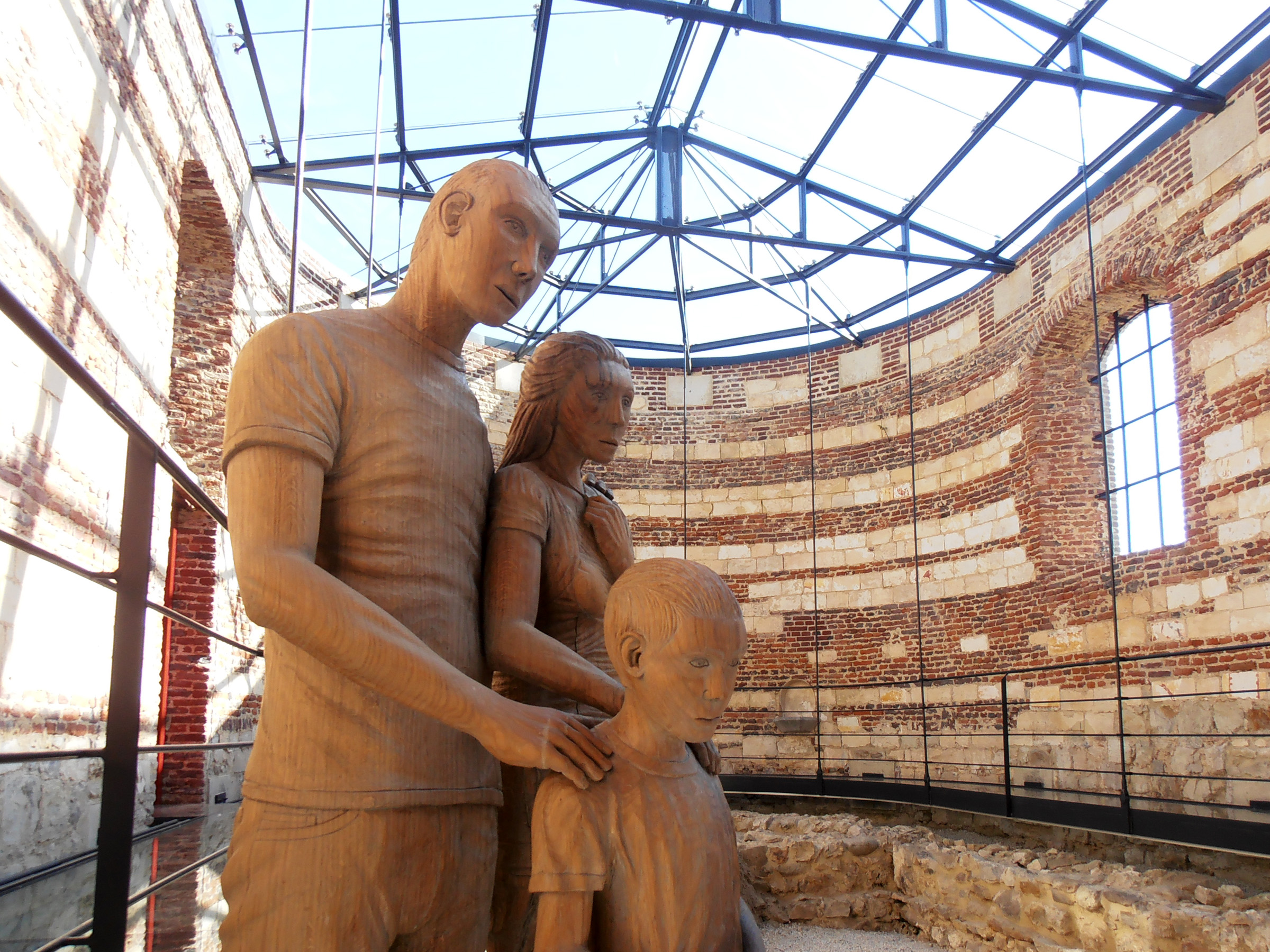
Eikenhouten beeld en koor van de voormalige kerk

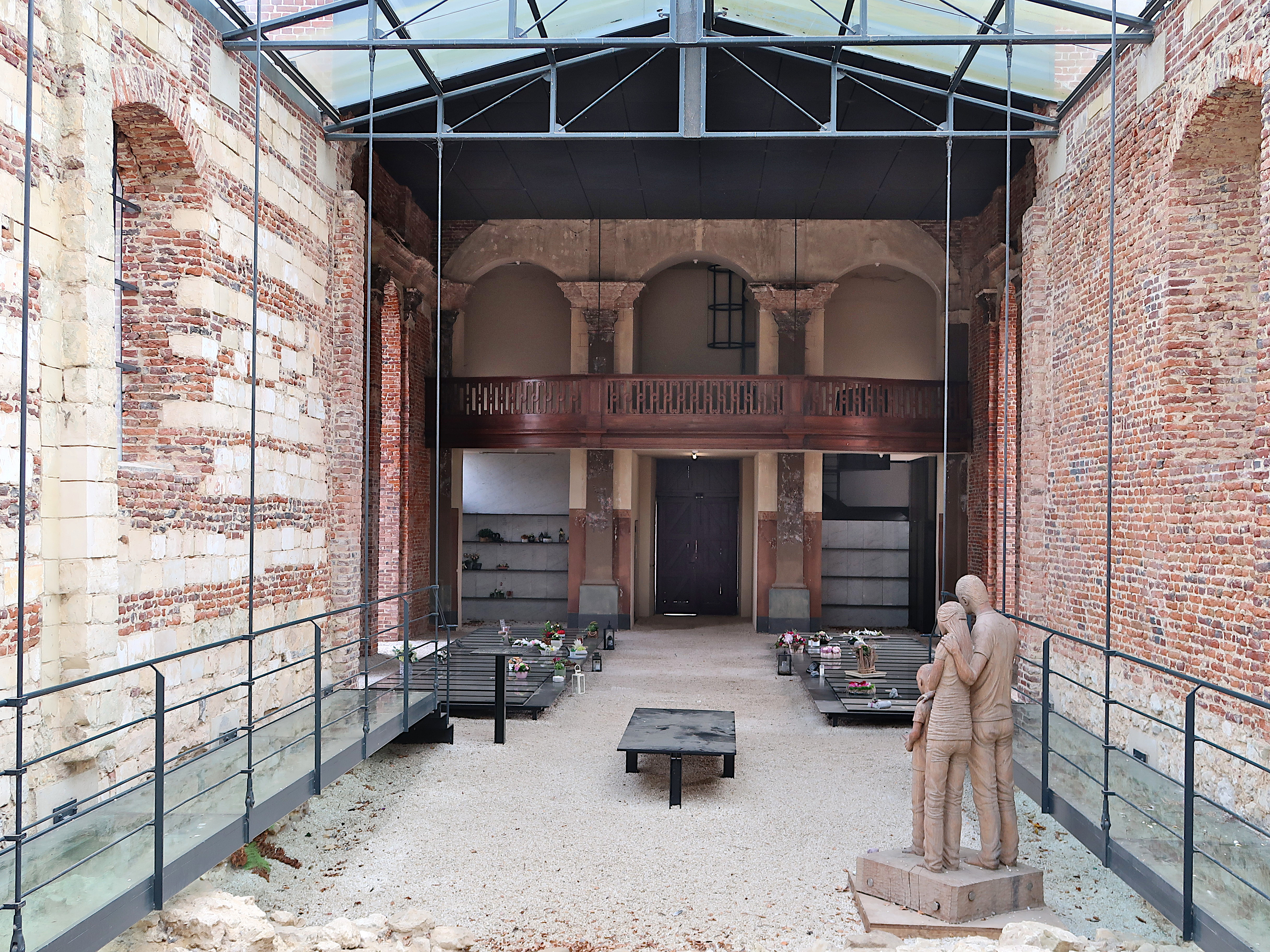

De Sint-Rochuskerk in het Belgisch Limburgse Ulbeek (deelgemeente van Wellen) was de parochiekerk tot in 1938, gelegen aan het dorpsplein. Toen werd ze ontwijd en een nieuwe kerk, ook toegewijd aan Sint-Rochus was inmiddels gebouwd op 300 m daarvandaan. Sinds 2012 is de oude kerk gerenoveerd en herbestemd tot overdekte begraafplaats.
Bij opgravingen ontdekte men dat er al omstreeks het jaar 1000 een klein kerkje was. De grondvesten zijn nu te zien. Het gebouw werd in zes bouwfasen vergroot en had in 1841 het huidige volume. Vanaf 1938, na de ontwijding, werd het kerkgebouw niet of nauwelijks gebruikt en verviel het tot een ruïne. De bouwvallige ingebouwde toren werd reeds in het begin van de 20e eeuw verwijderd.
Om tegemoet te komen aan een gebrek aan begraafplaatsen werd begin 21e eeuw besloten om het kerkgebouw een andere bestemming te geven. Het is sinds 2012 – enig in Europa – een overdekte begraafplaats, aansluitend op het omliggende kerkhof. De ruimte heeft twintig prefab grafkelders, afgewerkt met marmeren dekplaten, waarin een honderdtal personen kunnen begraven worden, twee per grafkelder eventueel samen met telkens enkele urnen van gecremeerde lichamen. In de achterwand bevindt zich nog een columbarium voor een twintigtal urnen.
Het gedeelte waar de grondvesten van de middeleeuwse bouwfasen werden blootgelegd is afgedekt met een glazen dak. Het gedeelte waar zich de grafkelders bevinden behield zijn dak. Het oude dakgebinte is 's avonds verlicht en dan te zien door een doorzichtige zoldering. In dit gedeelte zijn aan weerszijden de ramen tot op de grond opengewerkt en niet met glas afgesloten zodat kerkgebouw en kerkhof een doorlopende ruimte zijn.
Architect Wilfried De Wijngaert uit Hasselt zocht een compromis om aan het beschikbare budget te voldoen en tegemoet te komen aan de wensen van het gemeentebestuur, de cultuurraad en de bevolking van Ulbeek en niet in het minst aan de eisen van het agentschap Onroerend Erfgoed. Het gaat immers om een gebouw behorende tot een beschermd dorpsgezicht.
Het project ontving de Vlaamse Monumentenprijs 2012. De jury noemt het een inspirerend voorbeeld in de actuele discussies over de herbestemming van kerken en de eigentijdse rol van religieus erfgoed in de begraafplaatsproblematiek.
Een eikenhouten beeld van een treurende man, vrouw en kind tussen het archeologische veld en de grafzerken heeft een merkwaardige geschiedenis. Een 500-jarige eik werd zonder medeweten van het schepencollege en dus zonder kapvergunning, omgezaagd. Om de omgezaagde boom een nieuw leven te geven gaf het gemeentebestuur aan Herman Moermans, een plaatselijke kunstenaar, de opdracht om er het beeld uit te kappen.
Het oude doksaal met houten balustrade is in zijn oorspronkelijke staat hersteld. Het enige brandglasraam stelt de heilige Theresia van Lisieux voor. Het is een gift van de Hasseltse notaris Tony Gruyters sr. uit de jaren 1920. Op de voorgevel van de kerk staat een houten beeld van de heilige Isidorus. Pas sinds de 16e eeuw werd de kerk toegewijd aan Rochus van Montpellier, een van de pestheiligen. Boven de ingang staat het chronogram DUCI CRUCIFIXO STRUXIMUS [WIJ HEBBEN (deze kerk) GEBOUWD VOOR DE GEKRUISIGDE HEER]. De Romeinse cijfers in deze zin D U C I C U C I I X U X I M U samengeteld geven 1844, het jaar van de herwijding na de vorige verbouwing van de kerk.
In de nieuwe kerk bevinden zich nog enkele voorwerpen uit de oude kerk: de communiebank met houtsnijwerk uit de 18e eeuw, de 13e-eeuwse vroeggotische doopvont in arduin, een Sint-Rochusbeeld uit de 18e eeuw, een merkwaardig barokschilderij uit 1617 met tien paneeltjes waarop taferelen uit het leven van de patroonheilige voorgesteld zijn en de Kroning van Onze-Lieve-Vrouw door de Heilige Drievoudigheid, een schilderij van einde 17e eeuw.